# Wolraad II van Waldeck-Eisenberg
Graaf Wolraad II ‘de Geleerde’ van Waldeck-Eisenberg (27 maart 1509 – Eilhausen, 15 april 1578), Duits: Wolrad II. ‘der Gelehrte’ Graf von Waldeck-Eisenberg, was een graaf uit het Huis Waldeck. Hij was sinds 1539 graaf van Waldeck-Eisenberg.
Door Wolraad en zijn verwanten uit de zijlinies werd de Reformatie in het graafschap Waldeck bijna voltooid. Zij trotseerden de keizer, moesten vechten voor gratie, maar bleven protestant en dwongen de belijdenisvernieuwing in hun land af. Daarbij nam Wolraad een leidende positie op geestelijk gebied in.

## Biografie
Wolraad werd op 27 maart 1509 geboren als de tweede zoon van graaf Filips III van Waldeck-Eisenberg en diens eerste echtgenote gravin Adelheid van Hoya. Wolraad stond aanvankelijk niet aan de kant van de Reformatie. Zijn vader stuurde hem voor een opleiding naar het hof in Kassel, waar ook de jonge landgraaf Filips I studeerde. Daarna studeerde Wolraad in Bielefeld en aan het hof van prins-bisschop Everhard van der Marck in Luik. Hij reisde door Frankrijk en leerde perfect Frans. Hij beheerste Latijn en Grieks. Zijn uitgebreide opleiding leverde hem later de bijnaam ‘de Geleerde’ op.

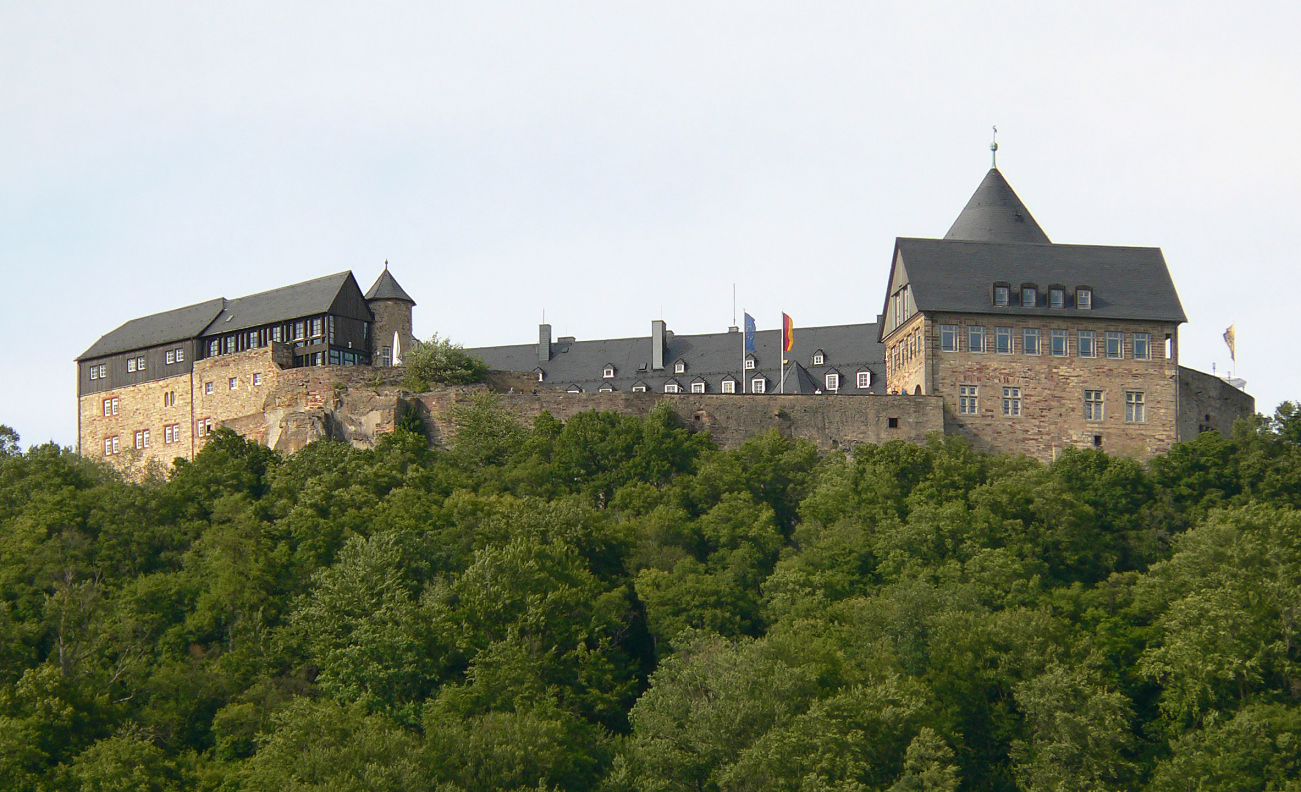
De Burcht Waldeck in 2012. Foto: Axel Hindemith.

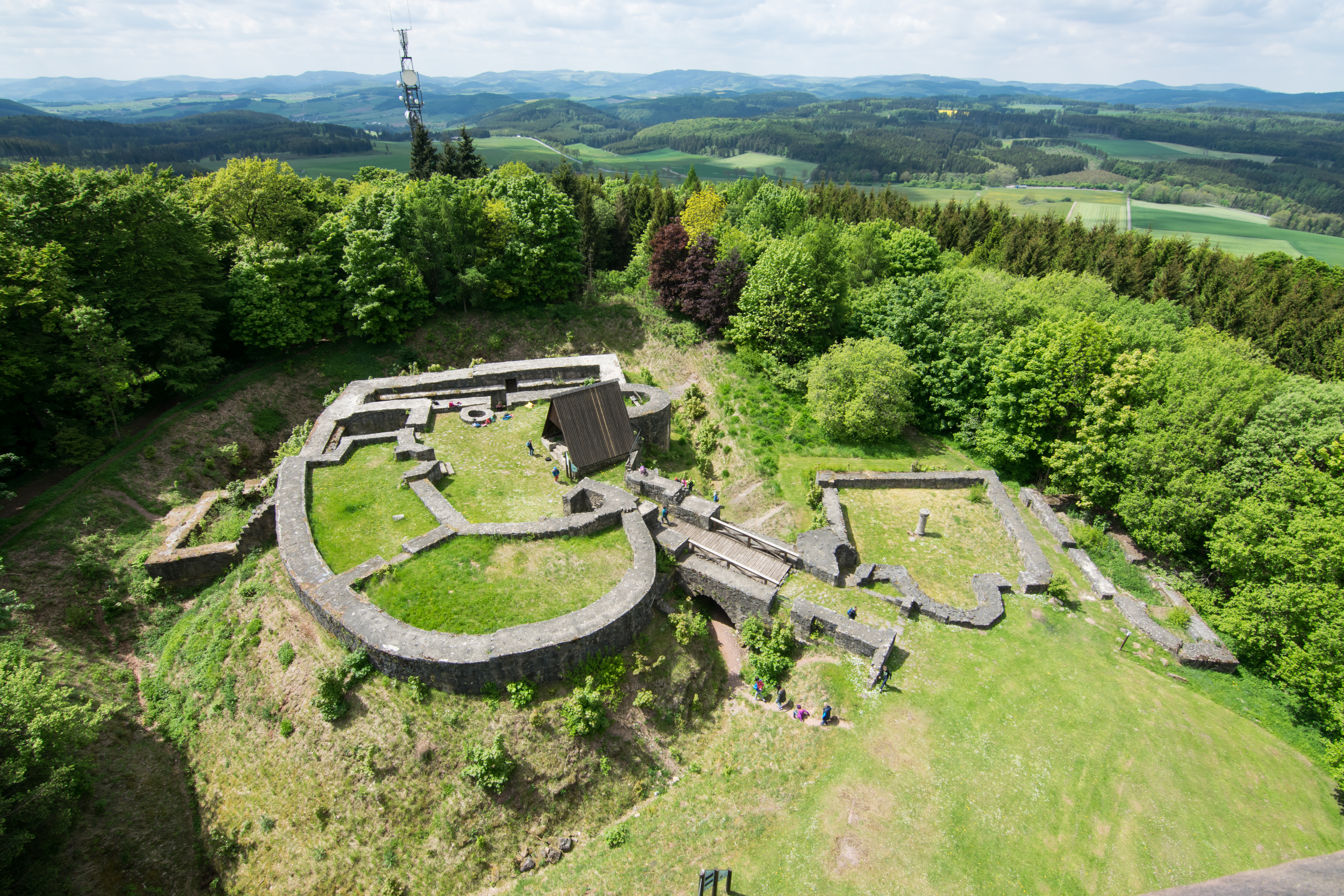
De ruïne van Slot Eisenberg in 2015.

Wolraad was eerst geestelijke en was sinds 1520 kanunnik van de Sint-Gereonkerk in Keulen, maar deed in 1544 afstand ten gunste van zijn halfbroer Filips V. Zijn zieke vader riep Wolraad al in 1536 terug naar het graafschap om te helpen bij het bestuur. Met medewerking van landgraaf Filips I van Hessen werd op 22 november 1538 bij verdrag de verdeling van het graafschap geregeld. Een deel werd toegekend aan de twee zonen uit het eerste huwelijk, Wolraad en Otto V, het andere aan de zonen uit het tweede huwelijk, Filips V, Johan I en Frans II. Bij het erfverdrag verkregen Wolraad en zijn broer Otto onder andere de helft van Slot Waldeck en de helft van de stad Waldeck – de andere helft bezat graaf Filips IV van Waldeck-Wildungen – en verschillende dorpen van het gelijknamige Amt, Slot Eisenberg en Slot Eilhausen met dorpen, het vaderlijke deel van Sachsenhausen, Sachsenberg en Naumburg alsmede van Korbach en het vrije graafschap Düdinghausen. Na het overlijden van zijn vader in 1539 nam Wolraad het in bezit omdat zijn broer Otto afstand deed en toetrad tot de Johannieterorde. Wolraads residentie was Slot Eisenberg, dat hij en zijn zoon Josias later uitbreidden.
Hoewel het protestantse geloof tegen 1529 in de meeste delen van het graafschap Waldeck wijdverbreid was, bleven de kerken en sommige invloedrijke burgers nog steeds katholiek, vooral in Korbach, waar de graven van Waldeck er niet in slaagden de religieuze verschillen uit de weg te ruimen. Zij haalden in mei 1543 de kerkhervormer Adam Krafft binnen, die de Reformatie in het graafschap Waldeck voltooide.
Wegens zijn gedegen opleiding nam landgraaf Filips I graaf Wolraad II in 1546 mee als auditeur bij de Regensburgse godsdienstbespreking. Deze bespreking diende keizer Karel V als afleiding van zijn oorlogsvoorbereidingen tegen de Reformatie. Aan de andere kant bereidde zich het Schmalkaldisch Verbond voor, die in 1531 onder leiding van keurvorst Johan Frederik I van Saksen en landgraaf Filips I was opgericht door vertegenwoordigers van protestantse gebieden en steden. De twee aanvoerders van het verbond besloten de keizer te dwarsbomen en vormden medio 1546 een leger. De graven van Waldeck gaven gehoor aan de oproep van de landgraaf tot ondersteuning. Uit de Schmalkaldische Oorlog kwam de keizer op 24 april 1547 na de Slag bij Mühlberg als overwinnaar tevoorschijn. Van de graven van Waldeck had alleen graaf Samuel van Waldeck-Wildungen, zoon van graaf Filips IV, deelgenomen; maar ook de andere graven van Waldeck moesten naar Kassel komen om het verzoeningsverdrag te ondertekenen dat de keizer op 16 juli 1547 aan de landgraaf, die zich had overgegeven, voorlegde. Want ook de onderdanen en dienaren van Hessen kregen de opdracht het verdrag te onderschrijven. Graaf Johan I van Waldeck-Landau had het al ondertekend, zijn verwanten volgden. Maar de keizer accepteerde de verzoening in het geval van de graven van Waldeck niet. Voor hem waren zij geen onderdanen van Hessen, maar rijksgraven en daarmee onmiddellijk aan hem ondergeschikt. Daarom ontbood hij hen, onder bedreiging van de rijksban, in 1548 naar de Rijksdag in Augsburg, opdat zij zich zouden verantwoorden voor hun deelname aan het leger van het Schmalkaldisch Verbond en zich met hem zouden verzoenen. Wat aan de ene kant voor de graven het karakter van een vernedering had, verzwakte aan de andere kant de Hessische landgraven en hun territoriale aanspraken op het graafschap Waldeck. Waldeck was dus uitdrukkelijk rijksonmiddellijk.
Wolraad reisde met zijn halfbroers Filips V, die als katholiek geestelijke aan de kant van de protestanten had gestaan, en Johan I, evenals met Samuel, die in het geheel niet was ontboden, naar Augsburg. In Augsburg aangekomen op 14 april 1548, gingen weken voorbij waarin de graven van Waldeck pleitbezorgers zochten – en uiteindelijk vonden. Eind mei verklaarde de keizer echter dat een verontschuldiging voor hem niet voldoende was. Filips en Johan moesten hem 5000 gulden betalen, Wolraad zelfs 8000, omdat hij zich meer dan de andere graven in woord en daad tegen de keizer had gekeerd, zo heette het. Wolraad had moeite om het geld bijeen te krijgen, onder andere door verpanding, via familieleden en zijn onderdanen. Daarbij kwamen nog reiskosten en geld voor het verblijf in Augsburg – meer dan 2000 gulden. Hij verpandde ook zijn deel van Slot Waldeck. De keizer nam Wolraad zijn deelname aan de Regensburgse godsdienstbespreking kwalijk. Hij moest lang wachten, hield gesprekken voor voorspraak en had moeite om bij de keizer te worden toegelaten. Karel schonk hem uiteindelijk zijn genade. De keizer stelde op 22 juni 1548 de gratie-oorkonde op. De volgende dag, na meer dan twee maanden in Augsburg, konden Wolraad en Filips de thuisreis aanvaarden. De keizer stelde nog op 12 augustus een beschermingsbrief op voor gravin-weduwe Anna en voor Wolraad, Filips en Johan. Het protestantisme gaven de graven echter niet op.
De keizer vaardigde op de Rijksdag het Interim uit – een rijkswet – om de tijd tot een algemeen concilie, waarbij het om de wederopname van de protestanten in de katholieke kerk zou moeten gaan, te overbruggen. Hevig verzet ontstond omdat het de protestanten weer aan het bisschoppelijk en pauselijk gezag onderwierp. Wolraad liet zijn predikanten op 14 augustus 1548 bijeenkomen om hun mening te horen en spoorde hen aan niet van het pad van het protestantisme af te wijken. Hij verzekerde hen van steun. Slechts een paar hebben het Interim ten uitvoer gelegd. De keizer nam het in 1552 terug.
De verzwakking van Hessen als gevolg van de vijfjarige gevangenschap van landgraaf Filips I in de Nederlanden en de hoge schulden na de Schmalkaldische Oorlog zorgden ervoor dat de landstanden van Waldeck zich van Hessen afkeerden. Confessioneel was het verdeelde graafschap verenigd, maar administratief was het dat niet. Het Rijkskamergerecht te Speyer bepaalde op 22 juni 1549 dat Hessen het graafschap Waldeck niet mocht ontslaan van zijn verplichtingen tegenover de keizer en het Rijk, en dat de graven van Waldeck, als rijksonmiddellijke graven, zelf de rijksbelastingen moesten betalen. De inning bij de landstanden verliep echter moeizaam en dwong tot een verbetering van het landsbestuur, een hervormingsproces dat al lang had moeten plaatsvinden.
Een tendens naar meer onafhankelijkheid was er bij de graven van Waldeck na de Augsburgse Rijks- en Religievrede. Daartoe waren de rijksstanden in 1555 bijeengekomen. Zij kwamen onder meer overeen dat de desbetreffende landsheer het geloof moest bepalen. De graven Wolraad II, Filips IV, Johan I en Samuel vaardigden in 1556 na een synode in Volkhardinghausen een kerkorde uit. Voorzichtig en langzaam voerden zij de secularisatie van de kloosters door.
Wolraad verplaatste zijn hof op 15 augustus 1577 – enkele maanden voor zijn overlijden – naar Eilhausen. Zijn zoon Josias nam Eisenberg over. Wolraad overleed in Eilhausen op 15 april 1578 en werd op 20 april begraven in de Kilianskerk in Korbach. Hij werd opgevolgd door zijn oudst overlevende zoon Josias.

## Huwelijk en kinderen
Wolraad huwde op Slot Waldeck op 6 juni 1546 met gravin Anastasia Günthera van Schwarzburg-Blankenburg (Arnstadt, 31 maart 1526 – Slot Eisenberg, 1 april 1570), dochter van graaf Hendrik XXXII van Schwarzburg-Blankenburg en gravin Catharina van Henneberg-Schleusingen. Anastasia Günthera werd op 5 april 1570 begraven in de Kilianskerk in Korbach.

Uit het huwelijk van Wolraad en Anastasia Günthera werden de volgende kinderen geboren:

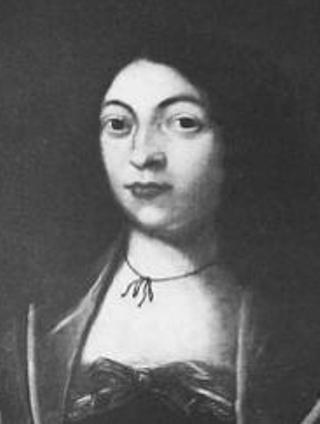
Anna Erica van Waldeck-Eisenberg (1551–1611).

1. Catharina (Slot Waldeck, 20 september 1547 – Klooster Schaaken, 16 juni 1613), was sinds 1588 abdis van Klooster Schaaken.
2. Frans (Korbach, 8 april 1549 – Slot Waldeck, 7 maart 1552).
3. Elisabeth (Slot Waldeck, 27/28 juni 1550 – aldaar, 6 maart 1552).
4. Anna Erica (Korbach, 17 september 1551 – Arolsen, 15 oktober 1611), was sinds 1589 abdis van Klooster Gandersheim.
5. Hendrik Willem (Slot Waldeck, 3 november 1552 – 28 december 1559).
6. Josias I (Slot Eisenberg, 18 maart 1554 – aldaar, 6 augustus 1588), volgde in 1578 zijn vader op als graaf van Waldeck-Eisenberg. Huwde in 1582 met gravin Maria van Barby en Mühlingen (Maagdenburg, 8 april 1563 – Slot Waldeck, 19/29 december 1619).
7. Adelheid Walpurga (Slot Eisenberg, 11 september 1555 – aldaar, 17 juni 1570).
8. Amalia (Eilhausen, 28 februari 1558 – Slot Eisenberg, 18 maart 1562).
9. Johan Günther (Slot Eisenberg, 13 juli 1559 – aldaar, 19 november 1559).
10. Jutta (Slot Eisenberg, 12 november 1560 – 1620), huwde op Slot Eisenberg in 1583 met heer Hendrik XVIII ‘de Oudere’ Reuss-Obergreiz (Glauchau, 25 juli 1561 – Greiz, 8 februari 1607).
11. Magdalena Lucia (Slot Eisenberg, 16 februari 1562 – Arolsen, 1 april 1621).
12. Wolraad III (Slot Waldeck, 16 juni 1562 – Anneau, 12 november 1587), diende in het leger van paltsgraaf Johan Casimir.
13. Catharina Anastasia (Slot Eisenberg, 20 maart 1566 – Arolsen, 8 februari 1635), huwde op 18 oktober 1585 met graaf Wolfgang van Löwenstein-Scharfeneck (? – 29 november 1596).

## Voorouders
| Voorouders van graaf Wolraad II ‘de Geleerde’ van Waldeck-Eisenberg | Voorouders van graaf Wolraad II ‘de Geleerde’ van Waldeck-Eisenberg                                    | Voorouders van graaf Wolraad II ‘de Geleerde’ van Waldeck-Eisenberg                     | Voorouders van graaf Wolraad II ‘de Geleerde’ van Waldeck-Eisenberg                     | Voorouders van graaf Wolraad II ‘de Geleerde’ van Waldeck-Eisenberg                     | Voorouders van graaf Wolraad II ‘de Geleerde’ van Waldeck-Eisenberg               | Voorouders van graaf Wolraad II ‘de Geleerde’ van Waldeck-Eisenberg               | Voorouders van graaf Wolraad II ‘de Geleerde’ van Waldeck-Eisenberg                           | Voorouders van graaf Wolraad II ‘de Geleerde’ van Waldeck-Eisenberg                                     |
| ------------------------------------------------------------------- | --- | --------------------------------------------------------------------------------------- | --------------------------------------------------------------------------------------- | --------------------------------------------------------------------------------------- | --------------------------------------------------------------------------------- | --------------------------------------------------------------------------------- | --------------------------------------------------------------------------------------------- | --- |
| Betovergrootouders                                                  | Hendrik VII van Waldeck-Waldeck (?–na 1442) ⚭ 1398 Margaretha van Nassau-Wiesbaden-Idstein (?–na 1432) | Michael I van Wertheim (?–1441) ⚭ 1413 Sophia van Henneberg-Aschach (?–1441)            | Johan van Solms-Braunfels (?–1457) ⚭ ca. 1429 Elisabeth van Cronberg (?–1438)           | Johan IV van Salm (?–1476) ⚭ 1432 Elisabeth van Hanau-Münzenberg (?–1446)               | Otto II van Hoya (?–1428) ⚭ Mechteld van Brunswijk-Wolfenbüttel (?–1433)          | Koenraad IV van Rietberg (?–1428) ⚭ Irmgard van Diepholz (?–1426)                 | Simon IV van Lippe (1404–1429) ⚭ ca. 1426 Margaretha van Brunswijk-Grubenhagen (1411–na 1456) | Otto II van Holstein-Schaumburg (1400–1464) ⚭ 1418 Elisabeth van Honstein-Lohra-Klettenburg (1400–1474) |
| Overgrootouders                                                     | Wolraad I van Waldeck-Waldeck (1407–1475) ⚭ 1440 Barbara van Wertheim (?–?)                            | Wolraad I van Waldeck-Waldeck (1407–1475) ⚭ 1440 Barbara van Wertheim (?–?)             | Kuno van Solms-Lich (?–1477) ⚭ 1457 Walpurgis van Dhaun (?–?)                           | Kuno van Solms-Lich (?–1477) ⚭ 1457 Walpurgis van Dhaun (?–?)                           | Otto III van Hoya (?–1455) ⚭ Adelheid van Rietberg (?–1459)                       | Otto III van Hoya (?–1455) ⚭ Adelheid van Rietberg (?–1459)                       | Bernhard VII van Lippe (1429–1511) ⚭ 1452 Anna van Holstein-Schaumburg (1430–1495)            | Bernhard VII van Lippe (1429–1511) ⚭ 1452 Anna van Holstein-Schaumburg (1430–1495)                      |
| Grootouders                                                         | Filips II van Waldeck-Eisenberg (1452/53–1524) ⚭ 1481 Catharina van Solms-Lich (?–1492)                | Filips II van Waldeck-Eisenberg (1452/53–1524) ⚭ 1481 Catharina van Solms-Lich (?–1492) | Filips II van Waldeck-Eisenberg (1452/53–1524) ⚭ 1481 Catharina van Solms-Lich (?–1492) | Filips II van Waldeck-Eisenberg (1452/53–1524) ⚭ 1481 Catharina van Solms-Lich (?–1492) | Otto IV van Hoya (1425–1497) ⚭ Anna van Lippe (1452–1533)                         | Otto IV van Hoya (1425–1497) ⚭ Anna van Lippe (1452–1533)                         | Otto IV van Hoya (1425–1497) ⚭ Anna van Lippe (1452–1533)                                     | Otto IV van Hoya (1425–1497) ⚭ Anna van Lippe (1452–1533)                                               |
| Ouders                                                              | Filips III van Waldeck-Eisenberg (1486–1539) ⚭ 1503 Adelheid van Hoya (1475–1513)                      | Filips III van Waldeck-Eisenberg (1486–1539) ⚭ 1503 Adelheid van Hoya (1475–1513)       | Filips III van Waldeck-Eisenberg (1486–1539) ⚭ 1503 Adelheid van Hoya (1475–1513)       | Filips III van Waldeck-Eisenberg (1486–1539) ⚭ 1503 Adelheid van Hoya (1475–1513)       | Filips III van Waldeck-Eisenberg (1486–1539) ⚭ 1503 Adelheid van Hoya (1475–1513) | Filips III van Waldeck-Eisenberg (1486–1539) ⚭ 1503 Adelheid van Hoya (1475–1513) | Filips III van Waldeck-Eisenberg (1486–1539) ⚭ 1503 Adelheid van Hoya (1475–1513)             | Filips III van Waldeck-Eisenberg (1486–1539) ⚭ 1503 Adelheid van Hoya (1475–1513)                       |